# Угры

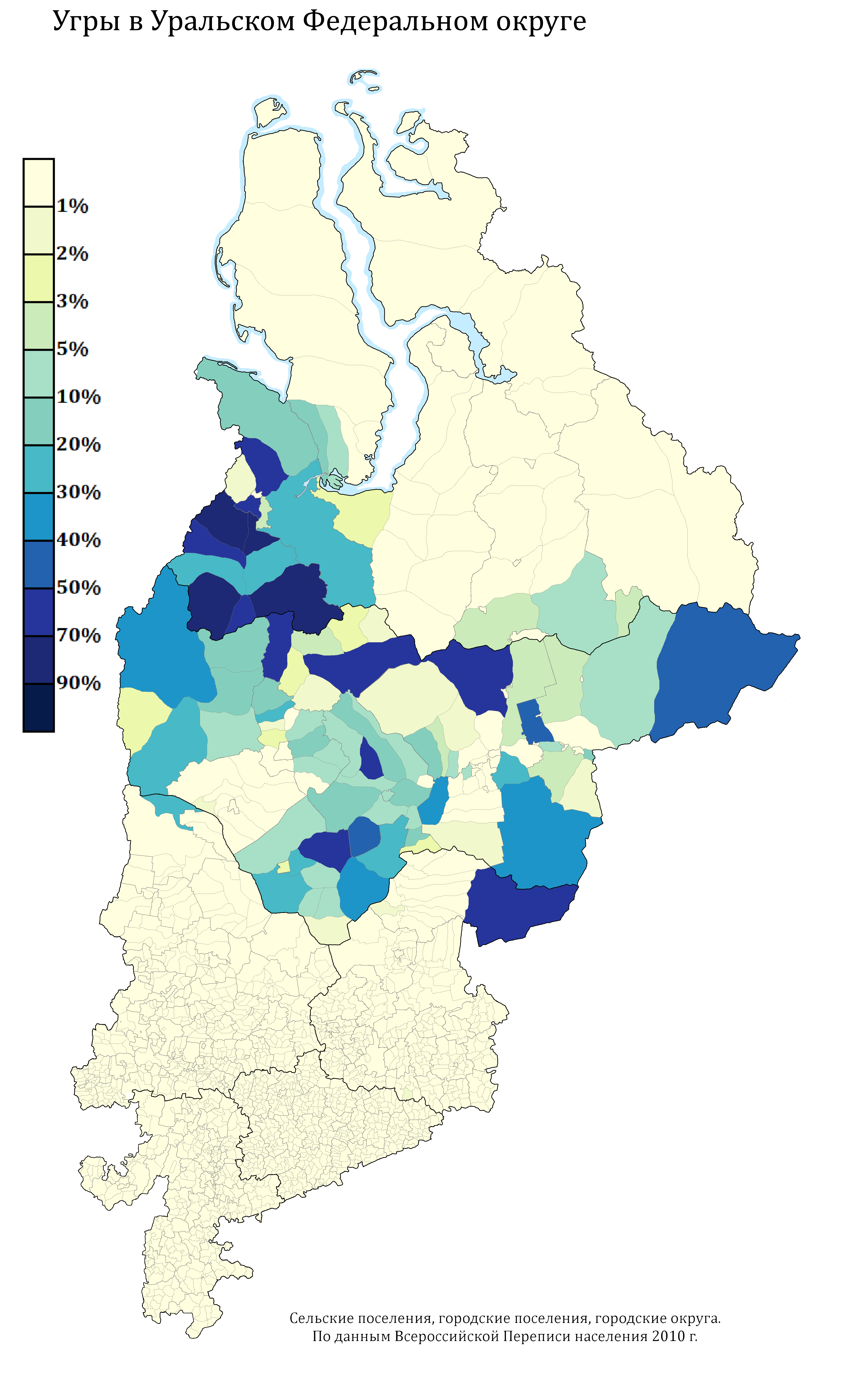
Расселение угров в УФО по городским и сельским поселениям в %, перепись 2010 года.

У́гры — обобщающее этническое название, присвоенное народам, говорящим на угорских языках — манси, хантам и венграм (мадьярам). Угорские языки и родственные им финно-пермские языки относятся к уральской языковой семье. 

## Происхождениеэтнонима
По общепринятой версии, этноним «угры» происходит от тюркского on-ogur (᾽греч. Ονόγουροι, лат. Hunuguri) «десять огурских родов». Слово огур входит как одна из частей во многие этнонимы огурских народов: оногуры, утургуры, кутургуры и т. д., и означает «род» (часть, единицу, род, племя). Первая же часть названия означает число племенной структуры: «пять», «десять», «тридцать». Такие устройства государства гуннов, как «Десять рогов» (оногуры) и «Пять частей» южных гуннов (булгар) отмечаются в китайских летописях. 
Термин ongur употреблялся в языке тюрок-болгар для обозначения оногуров, составивших ядро Великой Болгарии в районе Меотиды.

## История и упоминания
Коми-зыряне первыми из европейцев познакомились с предками хантов и манси, назвав их йӧгра. Этот термин заимствовали русские, озвучившие его как югра.
Различаются угры обские (ханты и манси) и дунайские (венгры). В русских летописях упоминаются чёрные угры (мадьяры) и белые угры. По всей видимости, именно этот славянский этноним (ст.‑слав. ѫгъре, пол. węgrzy) затем был заимствован другими европейскими народами: ср. нем. Ungarisch, фр. hongrois, англ. Hungarian, ср.-лат. hungarus. Сами себя венгры называют magyar (слово родственно этнониму манси) — мадьярами.
В сочинении XII в. «Повесть о латенех, когда отлучишася от грек» содержится рассказ о крещении двух венгерских князей в Константинополе, которые обозначаются тремя названиями (греческим, славянским и венгерским): «Пеоне, глаголеме Оугри, иже сами нарицаются Магере».
В «Повести временных лет» (XII век) предки венгров названы «уграми», а предки хантов и манси — «югрой». Позднее имя «югра» закрепилось преимущественно за хантами. «Югра» не может считаться связанной с древнерусским угре (см. угрин, угре), созвучие между этими словами случайно.
В лингвистической классификации угорская ветвь входит в состав финно-угорской языковой семьи и отделилась от финно-пермских языков уже в 3-м тысячелетии до н. э. Протоугры первоначально сосредоточились на грани южной тайги и лесостепи Западной Сибири, от Среднего Урала до Прииртышья. Отсюда предки манси и хантов расселились далее на север, освоив оленеводство, а кочевые предки венгров в VIII—IX веках, двигаясь на запад, достигли Дуная.
Угры, совместно с древними ираноязычными и тюркоязычными племенами, участвовали в этногенезе многих народов Евразии. Эти угро-тюрко-иранские союзы племён упоминаются у античных и восточных авторов под названиями: гунны и уи-бэй-го, оногуры, авары, булгары и др.